# Vâlcelele, Suceava
Vâlcelele (anterior Gropi) este un sat în comuna Stroiești din județul Suceava, Bucovina, România.
 Acest articol despre o localitate din județul Suceava este deocamdată un ciot. Puteți ajuta Wikipedia prin completarea lui.